# Primera B 2020 (Colombia)
La Temporada 2020 de la Primera B (conocido como Torneo Betplay Dimayor 2020 por motivos de patrocinio) fue la trigésimo primera (31.a) edición del torneo de la segunda división del fútbol profesional colombiano.
Debido a las medidas para contener la pandemia de COVID-19 adoptadas por el Gobierno nacional el 12 de marzo de 2020, ese mismo día la Dimayor confirmó el aplazamiento de la octava fecha del torneo, programada inicialmente para disputarse entre el 15 y el 16 de marzo, así como también la disputa de los partidos restantes de la séptima fecha a puertas cerradas. Sin embargo, al día siguiente, la Dimayor tomó la decisión de suspender temporalmente todos sus campeonatos, incluyendo el torneo de segunda división.
En asamblea de la División Mayor del Fútbol Colombiano celebrada el día 13 de agosto de 2020, se decidió que no habría ascensos ni descensos entre la Categoría Primera A y la Categoría Primera B al final de la temporada 2020, mientras que en asamblea extraordinaria de la entidad llevada a cabo el día 17 de diciembre de 2020 se confirmó que el campeón de este torneo se enfrentaría al campeón del torneo de Primera B del primer semestre de 2021 en partidos de ida y vuelta por un cupo en el torneo de primera división del segundo semestre del año, con la posibilidad de jugar un repechaje por el segundo ascenso en caso de perder esa serie.

## Sistema de juego
Según lo acordado en la asamblea de la División Mayor del Fútbol Colombiano del 25 de julio de 2020, el sistema de juego se divide en 3 fases. La fase de todos contra todos, una fase de cuadrangulares semifinales que definirán los dos mejores equipos del año y la final donde jugarán dos partidos para alcanzar el campeonato.
|                                        |                                        | Formato | Clasificación                |
| -------------------------------------- | -------------------------------------- | --- | ---------------------------- |
| Todos contra todos (16 equipos)        | Todos contra todos (16 equipos)        | - Sistema de liga donde se juegan 15 partidos. Al final de los 15 partidos, los equipos juegan dos fechas adicionales en llaves de ida y vuelta, para un total de 17 fechas. | - Cuadrangulares semifinales |
| Cuadrangulares semifinales (8 equipos) | Cuadrangulares semifinales (8 equipos) | - Los ocho equipos posicionados en dos grupos de cuatro equipos, con partidos de ida y vuelta.                                                                               | - Final                      |
| Final (2 equipos)                      | Final (2 equipos)                      | - Final de ida y vuelta | - Gran Final 2021-I          |
| Gran Final 2021-I (2 equipos)          | Gran Final 2021-I (2 equipos)          | - Partidos de ida y vuelta entre el campeón del torneo 2020 y el campeón del torneo a disputarse en el primer semestre de 2021.                                              | - Categoría Primera A        |

## Datos de los clubes

### Relevo anual de clubes
| Ascendidos a la Primera A                   |
| ------------------------------------------- |
| Deportivo Pereira (Campeón de la Primera B) |
| Boyacá Chicó (Subcampeón de la Primera B)   |

| Descendidos a la Primera B                                   |
| ------------------------------------------------------------ |
| Unión Magdalena (2º Peor promedio acumulado en la Primera A) |
| Atlético Huila (Peor promedio acumulado en la Primera A)     |

### Equipos participantes
| Equipo               | Entrenador         | Ciudad/Municipio | Estadio                                  | Aforo        |
| -------------------- | ------------------ | ---------------- | ---------------------------------------- | ------------ |
| Atlético F. C.       | Giovanni Hernández | Cali             | Pascual Guerrero                         | 35.400       |
| Atlético Huila       | Dayron Pérez       | Neiva            | Guillermo Plazas Alcid                   | 5.000        |
| Barranquilla F. C.   | Roberto Peñaloza   | Barranquilla     | Romelio Martinez                         | 10.000       |
| Boca Juniors de Cali | Alejandro Guerrero | Cali             | Pascual Guerrero                         | 35.400       |
| Bogotá F. C.         | Richard Parra      | Bogotá           | Metropolitano de Techo                   | 10.000       |
| Cortuluá             | Jaime de la Pava   | Tuluá            | Doce de Octubre                          | 16.000       |
| Deportes Quindío     | Oscar Quintabani   | Armenia          | Centenario de Armenia                    | 20.710       |
| Fortaleza CEIF       | Pablo Garabello    | Cota Bogotá      | Municipal de Cota Metropolitano de Techo | 2.300 10.000 |
| Leones F. C.         | Álvaro Hernández   | Itagüi           | Metropolitano Ciudad de Itagüí           | 12.000       |
| Club Llaneros        | Wilmer Sandoval    | Villavicencio    | Bello Horizonte                          | 15.000       |
| Orsomarso S. C.      | Edward Muñoz       | Palmira          | Francisco Rivera Escobar                 | 14.500       |
| Real Cartagena       | Nilton Bernal      | Magangué         | Diego de Carvajal                        | 8.000        |
| Real San Andrés      | José Luis García   | San Andrés       | Erwin O'Neil                             | 5.000        |
| Tigres F. C.         | Óscar Morera       | Bogotá           | Metropolitano de Techo                   | 10.000       |
| Unión Magdalena      | Carlos Silva       | Santa Marta      | Sierra Nevada                            | 16.120       |
| Valledupar F. C.     | John Jairo Bodmer  | Valledupar       | Armando Maestre Pavajeau                 | 14.000       |

### Localización
| Valle del Cauca | 4 | Atlético F. C., Cortuluá, Boca Juniors de Cali y Orsomarso | \| Real San Andrés Barranquilla Unión Valledupar Real Cartagena Leones Fortaleza Bogotá Tigres Quindío Llaneros Orsomarso Atlético Cortuluá Boca Juniors Huila \| |
| Bogotá, D. C. | 2 | Bogotá F. C. y Tigres F. C.                                | \| Real San Andrés Barranquilla Unión Valledupar Real Cartagena Leones Fortaleza Bogotá Tigres Quindío Llaneros Orsomarso Atlético Cortuluá Boca Juniors Huila \| |
| Antioquia | 1 | Leones                                                     | \| Real San Andrés Barranquilla Unión Valledupar Real Cartagena Leones Fortaleza Bogotá Tigres Quindío Llaneros Orsomarso Atlético Cortuluá Boca Juniors Huila \| |
| Atlántico | 1 | Barranquilla F. C.                                         | \| Real San Andrés Barranquilla Unión Valledupar Real Cartagena Leones Fortaleza Bogotá Tigres Quindío Llaneros Orsomarso Atlético Cortuluá Boca Juniors Huila \| |
| Bolívar | 1 | Real Cartagena                                             | \| Real San Andrés Barranquilla Unión Valledupar Real Cartagena Leones Fortaleza Bogotá Tigres Quindío Llaneros Orsomarso Atlético Cortuluá Boca Juniors Huila \| |
| Cesar | 1 | Valledupar F. C.                                           | \| Real San Andrés Barranquilla Unión Valledupar Real Cartagena Leones Fortaleza Bogotá Tigres Quindío Llaneros Orsomarso Atlético Cortuluá Boca Juniors Huila \| |
| Cundinamarca | 1 | Fortaleza CEIF                                             | \| Real San Andrés Barranquilla Unión Valledupar Real Cartagena Leones Fortaleza Bogotá Tigres Quindío Llaneros Orsomarso Atlético Cortuluá Boca Juniors Huila \| |
| Huila | 1 | Atlético Huila                                             | \| Real San Andrés Barranquilla Unión Valledupar Real Cartagena Leones Fortaleza Bogotá Tigres Quindío Llaneros Orsomarso Atlético Cortuluá Boca Juniors Huila \| |
| Magdalena | 1 | Unión Magdalena                                            | \| Real San Andrés Barranquilla Unión Valledupar Real Cartagena Leones Fortaleza Bogotá Tigres Quindío Llaneros Orsomarso Atlético Cortuluá Boca Juniors Huila \| |
| Meta | 1 | Llaneros                                                   | \| Real San Andrés Barranquilla Unión Valledupar Real Cartagena Leones Fortaleza Bogotá Tigres Quindío Llaneros Orsomarso Atlético Cortuluá Boca Juniors Huila \| |
| Quindío | 1 | Deportes Quindío                                           | \| Real San Andrés Barranquilla Unión Valledupar Real Cartagena Leones Fortaleza Bogotá Tigres Quindío Llaneros Orsomarso Atlético Cortuluá Boca Juniors Huila \| |
| San Andrés y Providencia | 1 | Real San Andrés                                            | \| Real San Andrés Barranquilla Unión Valledupar Real Cartagena Leones Fortaleza Bogotá Tigres Quindío Llaneros Orsomarso Atlético Cortuluá Boca Juniors Huila \| |
| Real San Andrés Barranquilla Unión Valledupar Real Cartagena Leones Fortaleza Bogotá Tigres Quindío Llaneros Orsomarso Atlético Cortuluá Boca Juniors Huila |   |                                                            | \| Real San Andrés Barranquilla Unión Valledupar Real Cartagena Leones Fortaleza Bogotá Tigres Quindío Llaneros Orsomarso Atlético Cortuluá Boca Juniors Huila \| |

## Todos contra todos

#### Clasificación
| Pos. | Equipos            | PJ | PG | PE | PP | GF | GC | Dif. | Pts. |
| ---- | ------------------ | -- | -- | -- | -- | -- | -- | ---- | ---- |
| 1.   | Cortuluá           | 17 | 10 | 3  | 4  | 27 | 14 | 13   | 33   |
| 2.   | Unión Magdalena    | 17 | 9  | 5  | 3  | 28 | 17 | 11   | 32   |
| 3.   | Deportes Quindío   | 17 | 8  | 6  | 3  | 28 | 13 | 15   | 30   |
| 4.   | Bogotá F. C.       | 17 | 9  | 3  | 5  | 26 | 20 | 6    | 30   |
| 5.   | Valledupar F. C.   | 17 | 8  | 6  | 3  | 16 | 13 | 3    | 30   |
| 6.   | Llaneros           | 17 | 7  | 7  | 3  | 22 | 15 | 7    | 28   |
| 7.   | Atlético Huila     | 17 | 8  | 4  | 5  | 20 | 19 | 1    | 28   |
| 8.   | Leones             | 17 | 7  | 6  | 4  | 26 | 16 | 10   | 27   |
| 9.   | Fortaleza CEIF     | 17 | 6  | 6  | 5  | 23 | 21 | 2    | 24   |
| 10.  | Real San Andrés    | 17 | 6  | 2  | 8  | 19 | 24 | -5   | 20   |
| 11.  | Orsomarso          | 17 | 4  | 8  | 5  | 17 | 22 | -5   | 20   |
| 12.  | Boca Juniors       | 17 | 5  | 4  | 8  | 15 | 21 | -6   | 19   |
| 13.  | Atlético           | 17 | 3  | 4  | 10 | 12 | 27 | -15  | 13   |
| 14.  | Tigres             | 17 | 2  | 6  | 10 | 12 | 20 | -8   | 12   |
| 15.  | Real Cartagena     | 17 | 3  | 3  | 11 | 8  | 22 | -14  | 12   |
| 16.  | Barranquilla F. C. | 17 | 2  | 5  | 10 | 9  | 24 | -15  | 11   |

Fuente: Web oficial de Dimayor
|  |                                    |
|  | Clasificados a los cuadrangulares. |
|  | Eliminados.                        |

##### Evolución de la clasificación
| Cortuluá           | 2  | 7  | 2  | 2  | 2  | 6  | 6  | 4  | 3  | 4  | 4  | 8  | 5  | 3  | 3  | 1  | 1  |
| Unión Magdalena    | 16 | 10 | 10 | 11 | 7  | 4  | 3  | 5  | 4  | 2  | 2  | 1  | 1  | 1  | 1  | 2  | 2  |
| Deportes Quindío   | 9  | 2  | 4  | 4  | 4  | 2  | 1  | 1  | 1  | 1  | 1  | 3  | 3  | 5  | 4  | 3  | 3  |
| Bogotá F. C.       | 8  | 14 | 15 | 15 | 16 | 13 | 10 | 10 | 6  | 6  | 3  | 2  | 2  | 6  | 8  | 6  | 4  |
| Valledupar F. C.   | 12 | 13 | 11 | 5  | 5  | 9  | 9  | 8  | 10 | 9  | 6  | 7  | 8  | 7  | 5  | 7  | 5  |
| Llaneros           | 1  | 6  | 8  | 7  | 6  | 3  | 7  | 7  | 7  | 7  | 8  | 9  | 7  | 9  | 7  | 5  | 6  |
| Atlético Huila     | 6  | 1  | 3  | 9  | 10 | 8  | 4  | 3  | 2  | 3  | 5  | 4  | 4  | 2  | 6  | 8  | 7  |
| Leones             | 10 | 11 | 5  | 3  | 3  | 1  | 2  | 2  | 5  | 5  | 7  | 5  | 6  | 4  | 2  | 4  | 8  |
| Fortaleza CEIF     | 3  | 3  | 6  | 8  | 9  | 7  | 5  | 6  | 8  | 8  | 9  | 6  | 10 | 8  | 9  | 9  | 9  |
| Real San Andrés    | 5  | 4  | 1  | 1  | 1  | 5  | 8  | 9  | 11 | 12 | 11 | 10 | 9  | 10 | 10 | 10 | 10 |
| Orsomarso          | 11 | 12 | 12 | 12 | 11 | 11 | 12 | 11 | 9  | 11 | 10 | 11 | 11 | 11 | 11 | 11 | 11 |
| Boca Juniors       | 14 | 15 | 14 | 14 | 14 | 15 | 14 | 12 | 13 | 10 | 12 | 12 | 12 | 12 | 12 | 12 | 12 |
| Atlético           | 4  | 8  | 13 | 6  | 8  | 10 | 11 | 13 | 12 | 13 | 13 | 13 | 13 | 13 | 13 | 13 | 13 |
| Tigres             | 13 | 16 | 16 | 16 | 15 | 16 | 16 | 16 | 16 | 16 | 16 | 16 | 16 | 15 | 16 | 14 | 14 |
| Real Cartagena     | 15 | 9  | 9  | 13 | 13 | 14 | 15 | 15 | 15 | 15 | 15 | 15 | 15 | 16 | 14 | 15 | 15 |
| Barranquilla F. C. | 7  | 5  | 7  | 10 | 12 | 12 | 13 | 14 | 14 | 14 | 14 | 14 | 14 | 14 | 15 | 16 | 16 |

1. 1 2  Barranquilla F. C. vs. Bogotá F. C., por la quinta (5ª) fecha fue aplazado y se jugó el 22 de septiembre, días antes de la disputa de la novena (9ª) fecha.

### Resultados
- La hora de cada encuentro corresponde al huso horario que rige a Colombia (UTC-5)

Nota: Los horarios y partidos de televisión se definen la semana previa a cada jornada. Los canales Win Sports y Win Sports+ son los medios de difusión por televisión autorizados por la Dimayor para la transmisión por cable de tres partidos por fecha.
| Llaneros           | 4 : 0 | Unión Magdalena  | La Independencia          | 31 de enero  | 20:05 | Win Sports+              |
| Tigres             | 1 : 2 | Fortaleza        | Metropolitano de Techo    | 1 de febrero | 14:00 | Win Sports+ y Win Sports |
| Atlético           | 1 : 0 | Boca Juniors     | Olímpico Pascual Guerrero | 1 de febrero | 15:30 | Sin transmisión          |
| Valledupar F. C.   | 0 : 0 | Deportes Quindío | Armando Maestre Pavajeau  | 1 de febrero | 15:30 | Sin transmisión          |
| Leones             | 0 : 0 | Bogotá F. C.     | Polideportivo Sur         | 1 de febrero | 15:30 | Sin transmisión          |
| Barranquilla F. C. | 0 : 0 | Orsomarso        | Romelio Martínez          | 2 de febrero | 15:30 | Sin transmisión          |
| Cortuluá           | 2 : 0 | Real Cartagena   | Doce de Octubre           | 2 de febrero | 15:30 | Sin transmisión          |
| Atlético Huila     | 1 : 1 | Real San Andrés  | Guillermo Plazas Alcid    | 5 de febrero | 19:40 | Win Sports+              |

| Deportes Quindío | 3 : 0 | Llaneros           | Centenario de Armenia     | 8 de febrero  | 14:00 | Win Sports+              |
| Fortaleza        | 2 : 2 | Leones             | Municipal de Cota         | 8 de febrero  | 15:30 | Sin transmisión          |
| Real San Andrés  | 2 : 1 | Cortuluá           | Erwin O'Neil              | 9 de febrero  | 15:30 | Sin transmisión          |
| Orsomarso        | 0 : 0 | Valledupar F. C.   | Deportivo Cali            | 9 de febrero  | 15:30 | Sin transmisión          |
| Unión Magdalena  | 1 : 0 | Tigres             | Sierra Nevada             | 9 de febrero  | 15:30 | Sin transmisión          |
| Real Cartagena   | 2 : 1 | Atlético           | Diego de Carvajal         | 9 de febrero  | 15:30 | Sin transmisión          |
| Boca Juniors     | 1 : 2 | Barranquilla F. C. | Olímpico Pascual Guerrero | 11 de febrero | 18:00 | Win Sports+ y Win Sports |
| Bogotá F. C.     | 0 : 4 | Atlético Huila     | Metropolitano de Techo    | 12 de febrero | 19:40 | Win Sports+              |

| Unión Magdalena    | 1 : 1 | Deportes Quindío | Sierra Nevada                  | 13 de febrero | 19:40 | Win Sports+              |
| Tigres             | 1 : 3 | Leones           | Metropolitano de Techo         | 15 de febrero | 14:00 | Win Sports+ y Win Sports |
| Llaneros           | 1 : 1 | Orsomarso        | La Independencia               | 15 de febrero | 15:00 | Sin transmisión          |
| Valledupar F. C.   | 2 : 2 | Boca Juniors     | Armando Maestre Pavajeau       | 15 de febrero | 15:30 | Sin transmisión          |
| Atlético           | 0 : 3 | Real San Andrés  | Olímpico Pascual Guerrero      | 16 de febrero | 15:30 | Sin transmisión          |
| Cortuluá           | 2 : 0 | Bogotá F. C.     | Doce de Octubre                | 16 de febrero | 18:30 | Sin transmisión          |
| Atlético Huila     | 1 : 1 | Fortaleza        | Guillermo Plazas Alcid         | 17 de febrero | 19:00 | Sin transmisión          |
| Barranquilla F. C. | 0 : 0 | Real Cartagena   | Metropolitano Roberto Meléndez | 17 de febrero | 19:40 | Win Sports+              |

| Fortaleza        | 2 : 3 | Cortuluá           | Municipal de Cota         | 23 de febrero | 15:00 | Sin transmisión          |
| Real San Andrés  | 2 : 0 | Barranquilla F. C. | Erwin O'Neil              | 23 de febrero | 15:30 | Sin transmisión          |
| Boca Juniors     | 1 : 1 | Llaneros           | Olímpico Pascual Guerrero | 23 de febrero | 15:30 | Sin transmisión          |
| Real Cartagena   | 0 : 1 | Valledupar F. C.   | Diego de Carvajal         | 23 de febrero | 15:30 | Sin transmisión          |
| Bogotá F. C.     | 1 : 2 | Atlético           | Metropolitano de Techo    | 24 de febrero | 15:30 | Sin transmisión          |
| Orsomarso        | 2 : 2 | Unión Magdalena    | Deportivo Cali            | 24 de febrero | 18:00 | Win Sports+              |
| Leones           | 4 : 0 | Atlético Huila     | Polideportivo Sur         | 25 de febrero | 19:40 | Win Sports+ y Win Sports |
| Deportes Quindío | 2 : 0 | Tigres             | Centenario de Armenia     | 26 de febrero | 19:40 | Win Sports+              |

| Atlético           | 0 : 0 | Fortaleza       | Olímpico Pascual Guerrero | 27 de febrero    | 19:40 | Win Sports+ y Win Sports |
| Llaneros           | 2 : 0 | Real Cartagena  | La Independencia          | 1 de marzo       | 14:00 | Sin transmisión          |
| Tigres             | 0 : 0 | Atlético Huila  | Metropolitano de Techo    | 1 de marzo       | 15:30 | Sin transmisión          |
| Unión Magdalena    | 2 : 0 | Boca Juniors    | Sierra Nevada             | 1 de marzo       | 16:30 | Sin transmisión          |
| Cortuluá           | 3 : 3 | Leones          | Doce de Octubre           | 1 de marzo       | 18:30 | Sin transmisión          |
| Valledupar F. C.   | 2 : 1 | Real San Andrés | Armando Maestre Pavajeau  | 2 de marzo       | 18:00 | Win Sports+              |
| Deportes Quindío   | 2 : 2 | Orsomarso       | Centenario de Armenia     | 2 de marzo       | 20:05 | Win Sports+              |
| Barranquilla F. C. | 0 : 1 | Bogotá F. C.    | Romelio Martínez          | 22 de septiembre | 15:00 | Sin transmisión          |

| Leones          | 1 : 0 | Atlético           | Polideportivo Sur         | 7 de marzo | 14:00 | Win Sports+              |
| Real San Andrés | 0 : 1 | Llaneros           | Erwin O'Neil              | 8 de marzo | 15:00 | Sin transmisión          |
| Fortaleza       | 1 : 0 | Barranquilla F. C. | Municipal de Cota         | 8 de marzo | 15:00 | Sin transmisión          |
| Orsomarso       | 1 : 1 | Tigres             | Doce de Octubre           | 8 de marzo | 15:00 | Sin transmisión          |
| Real Cartagena  | 0 : 2 | Unión Magdalena    | Diego de Carvajal         | 8 de marzo | 15:30 | Sin transmisión          |
| Atlético Huila  | 1 : 0 | Cortuluá           | Guillermo Plazas Alcid    | 8 de marzo | 16:00 | Sin transmisión          |
| Bogotá F. C.    | 3 : 0 | Valledupar F. C.   | Metropolitano de Techo    | 9 de marzo | 18:00 | Win Sports+ y Win Sports |
| Boca Juniors    | 1 : 3 | Deportes Quindío   | Olímpico Pascual Guerrero | 9 de marzo | 20:05 | Win Sports+              |

| Atlético           | 1 : 2 | Atlético Huila  | Olímpico Pascual Guerrero | 11 de marzo | 15:00 | Sin transmisión          |
| Barranquilla F. C. | 2 : 3 | Leones          | Romelio Martínez          | 11 de marzo | 19:30 | Sin transmisión          |
| Unión Magdalena    | 5 : 1 | Real San Andrés | Sierra Nevada             | 11 de marzo | 19:40 | Win Sports+              |
| Llaneros           | 0 : 2 | Bogotá F. C.    | La Independencia          | 12 de marzo | 15:30 | Sin transmisión          |
| Orsomarso          | 1 : 3 | Boca Juniors    | Doce de Octubre           | 12 de marzo | 15:30 | Sin transmisión          |
| Tigres             | 0 : 0 | Cortuluá        | Metropolitano de Techo    | 12 de marzo | 18:00 | Win Sports+ y Win Sports |
| Valledupar F. C.   | 0 : 1 | Fortaleza       | Armando Maestre Pavajeau  | 12 de marzo | 19:00 | Sin transmisión          |
| Deportes Quindío   | 5 : 1 | Real Cartagena  | Centenario de Armenia     | 12 de marzo | 20:05 | Win Sports+              |

| Atlético Huila   | 2 : 1 | Barranquilla F. C. | Guillermo Plazas Alcid         | 17 de septiembre | 15:15 | Win Sports+ y Win Sports |
| Bogotá F. C.     | 2 : 1 | Unión Magdalena    | Metropolitano de Techo         | 19 de septiembre | 11:00 | Win Sports+              |
| Leones           | 1 : 2 | Valledupar F. C.   | Metropolitano Ciudad de Itagüí | 19 de septiembre | 15:00 | Sin transmisión          |
| Real Cartagena   | 0 : 1 | Orsomarso          | Romelio Martínez               | 19 de septiembre | 15:00 | Sin transmisión          |
| Cortuluá         | 6 : 0 | Atlético           | Doce de Octubre                | 19 de septiembre | 15:30 | Sin transmisión          |
| Fortaleza        | 1 : 1 | Llaneros           | Metropolitano de Techo         | 20 de septiembre | 14:00 | Sin transmisión          |
| Boca Juniors     | 1 : 0 | Tigres             | Doce de Octubre                | 20 de septiembre | 14:30 | Sin transmisión          |
| Deportes Quindío | 1 : 0 | Real San Andrés    | Centenario de Armenia          | 21 de septiembre | 19:40 | Win Sports+ y Win Sports |

| Llaneros           | 1 : 1 | Leones          | Municipal Héctor El Zipa González | 26 de septiembre | 14:00 | Win Sports+ y Win Sports |
| Barranquilla F. C. | 0 : 1 | Cortuluá        | Romelio Martínez                  | 26 de septiembre | 15:00 | Sin transmisión          |
| Boca Juniors       | 0 : 0 | Real Cartagena  | Doce de Octubre                   | 26 de septiembre | 15:00 | Sin transmisión          |
| Tigres             | 1 : 2 | Atlético        | Metropolitano de Techo            | 27 de septiembre | 14:00 | Sin transmisión          |
| Valledupar F. C.   | 1 : 2 | Atlético Huila  | Armando Maestre Pavajeau          | 27 de septiembre | 15:30 | Sin transmisión          |
| Orsomarso          | 2 : 1 | Real San Andrés | Deportivo Cali                    | 28 de septiembre | 15:30 | Sin transmisión          |
| Unión Magdalena    | 2 : 1 | Fortaleza       | Sierra Nevada                     | 28 de septiembre | 18:00 | Win Sports+              |
| Deportes Quindío   | 2 : 2 | Bogotá F. C.    | Centenario de Armenia             | 28 de septiembre | 20:05 | Win Sports+              |

| Bogotá F. C.   | 3 : 0 | Orsomarso          | Metropolitano de Techo         | 3 de octubre | 14:00 | Sin transmisión          |
| Cortuluá       | 1 : 2 | Valledupar F. C.   | Doce de Octubre                | 3 de octubre | 15:30 | Sin transmisión          |
| Leones         | 1 : 1 | Unión Magdalena    | Metropolitano Ciudad de Itagüí | 4 de octubre | 14:00 | Win Sports+              |
| Boca Juniors   | 1 : 0 | Real San Andrés    | Doce de Octubre                | 4 de octubre | 15:00 | Sin transmisión          |
| Real Cartagena | 0 : 0 | Tigres             | Olímpico Jaime Morón León      | 4 de octubre | 15:00 | Sin transmisión          |
| Atlético Huila | 0 : 2 | Llaneros           | Guillermo Plazas Alcid         | 4 de octubre | 15:30 | Sin transmisión          |
| Atlético       | 0 : 1 | Barranquilla F. C. | Olímpico Pascual Guerrero      | 5 de octubre | 18:00 | Win Sports+ y Win Sports |
| Fortaleza      | 1 : 0 | Deportes Quindío   | Metropolitano de Techo         | 5 de octubre | 20:05 | Win Sports+              |

| Llaneros         | 0 : 0 | Cortuluá           | Municipal Héctor El Zipa González | 7 de octubre | 14:00 | Win Sports+ y Win Sports |
| Boca Juniors     | 1 : 3 | Bogotá F. C.       | Doce de Octubre                   | 7 de octubre | 15:00 | Sin transmisión          |
| Real Cartagena   | 2 : 3 | Real San Andrés    | Olímpico Jaime Morón León         | 7 de octubre | 15:00 | Sin transmisión          |
| Deportes Quindío | 1 : 0 | Leones             | Centenario de Armenia             | 8 de octubre | 11:00 | Win Sports+              |
| Tigres           | 0 : 0 | Barranquilla F. C. | Metropolitano de Techo            | 8 de octubre | 14:00 | Sin transmisión          |
| Valledupar F. C. | 1 : 0 | Atlético           | Armando Maestre Pavajeau          | 8 de octubre | 15:00 | Sin transmisión          |
| Orsomarso        | 3 : 2 | Fortaleza          | Doce de Octubre                   | 8 de octubre | 15:00 | Sin transmisión          |
| Unión Magdalena  | 2 : 0 | Atlético Huila     | Sierra Nevada                     | 8 de octubre | 16:00 | Win Sports+              |

| Fortaleza          | 1 : 0 | Boca Juniors     | Metropolitano de Techo         | 12 de octubre | 13:30 | Sin transmisión          |
| Cortuluá           | 1 : 2 | Unión Magdalena  | Doce de Octubre                | 12 de octubre | 14:00 | Win Sports+              |
| Atlético           | 1 : 1 | Llaneros         | Olímpico Pascual Guerrero      | 12 de octubre | 15:00 | Sin transmisión          |
| Atlético Huila     | 2 : 1 | Deportes Quindío | Guillermo Plazas Alcid         | 12 de octubre | 16:00 | Win Sports+              |
| Bogotá F. C.       | 1 : 0 | Real Cartagena   | Metropolitano de Techo         | 13 de octubre | 14:00 | Win Sports+ y Win Sports |
| Barranquilla F. C. | 0 : 0 | Valledupar F. C. | Romelio Martínez               | 13 de octubre | 15:00 | Sin transmisión          |
| Real San Andrés    | 2 : 0 | Tigres           | Erwin O'Neil                   | 13 de octubre | 15:00 | Sin transmisión          |
| Leones             | 2 : 0 | Orsomarso        | Metropolitano Ciudad de Itagüí | 13 de octubre | 15:00 | Sin transmisión          |

| Unión Magdalena  | 1 : 1 | Atlético           | Sierra Nevada                     | 16 de octubre | 18:00 | Win Sports+              |
| Deportes Quindío | 1 : 2 | Cortuluá           | Centenario de Armenia             | 16 de octubre | 20:00 | Win Sports+              |
| Orsomarso        | 0 : 0 | Atlético Huila     | Francisco Rivera Escobar          | 17 de octubre | 14:00 | Win Sports+ y Win Sports |
| Tigres           | 1 : 1 | Valledupar F. C.   | Metropolitano de Techo            | 17 de octubre | 14:00 | Sin transmisión          |
| Boca Juniors     | 0 : 0 | Leones             | Doce de Octubre                   | 17 de octubre | 15:00 | Sin transmisión          |
| Real Cartagena   | 2 : 1 | Fortaleza          | Olímpico Jaime Morón León         | 18 de octubre | 15:00 | Sin transmisión          |
| Real San Andrés  | 2 : 1 | Bogotá F. C.       | Erwin O'Neil                      | 18 de octubre | 15:00 | Sin transmisión          |
| Llaneros         | 2 : 0 | Barranquilla F. C. | Municipal Héctor El Zipa González | 18 de octubre | 15:00 | Sin transmisión          |

| Barranquilla F. C. | 2 : 5 | Unión Magdalena  | Romelio Martínez               | 23 de octubre | 19:40 | Win Sports+              |
| Fortaleza          | 3 : 1 | Real San Andrés  | Metropolitano de Techo         | 24 de octubre | 14:00 | Win Sports+ y Win Sports |
| Atlético           | 0 : 0 | Deportes Quindío | Olímpico Pascual Guerrero      | 24 de octubre | 15:00 | Sin transmisión          |
| Valledupar F. C.   | 1 : 0 | Llaneros         | Armando Maestre Pavajeau       | 24 de octubre | 15:00 | Sin transmisión          |
| Bogotá F. C.       | 1 : 3 | Tigres           | Metropolitano de Techo         | 25 de octubre | 13:00 | Sin transmisión          |
| Leones             | 1 : 0 | Real Cartagena   | Metropolitano Ciudad de Itagüí | 25 de octubre | 15:00 | Sin transmisión          |
| Cortuluá           | 2 : 1 | Orsomarso        | Doce de Octubre                | 25 de octubre | 16:00 | Sin transmisión          |
| Atlético Huila     | 3 : 1 | Boca Juniors     | Guillermo Plazas Alcid         | 27 de octubre | 20:00 | Win Sports+              |

| Bogotá F. C.     | 1 : 1 | Fortaleza          | Metropolitano de Techo    | 30 de octubre  | 18:00 | Win Sports+              |
| Unión Magdalena  | 0 : 1 | Valledupar F. C.   | Sierra Nevada             | 30 de octubre  | 20:00 | Win Sports+              |
| Real Cartagena   | 1 : 0 | Atlético Huila     | Olímpico Jaime Morón León | 2 de noviembre | 15:30 | Win Sports+ y Win Sports |
| Deportes Quindío | 4 : 0 | Barranquilla F. C. | Centenario de Armenia     | 2 de noviembre | 15:30 | Sin transmisión          |
| Orsomarso        | 2 : 1 | Atlético           | Francisco Rivera Escobar  | 2 de noviembre | 15:30 | Sin transmisión          |
| Boca Juniors     | 0 : 1 | Cortuluá           | Doce de Octubre           | 2 de noviembre | 15:30 | Sin transmisión          |
| Real San Andrés  | 0 : 3 | Leones             | Erwin O'Neil              | 2 de noviembre | 15:30 | Sin transmisión          |
| Llaneros         | 2 : 1 | Tigres             | Bello Horizonte           | 2 de noviembre | 15:30 | Sin transmisión          |

| Boca Juniors       | 1 : 0 | Leones           | Doce de Octubre           | 7 de noviembre | 15:00 | Sin transmisión          |
| Tigres             | 2 : 0 | Atlético Huila   | Metropolitano de Techo    | 8 de noviembre | 14:00 | Win Sports+ y Win Sports |
| Atlético           | 0 : 1 | Bogotá F. C.     | Olímpico Pascual Guerrero | 8 de noviembre | 15:00 | Sin transmisión          |
| Fortaleza          | 2 : 3 | Llaneros         | Metropolitano de Techo    | 9 de noviembre | 14:00 | Sin transmisión          |
| Real San Andrés    | 0 : 0 | Unión Magdalena  | Erwin O'Neil              | 9 de noviembre | 15:00 | Sin transmisión          |
| Orsomarso          | 1 : 1 | Deportes Quindío | Doce de Octubre           | 9 de noviembre | 15:10 | Win Sports+              |
| Barranquilla F. C. | 0 : 0 | Valledupar F. C. | Romelio Martínez          | 9 de noviembre | 15:30 | Sin transmisión          |
| Real Cartagena     | 0 : 1 | Cortuluá         | Olímpico Jaime Morón León | 9 de noviembre | 20:10 | Win Sports+              |

| Unión Magdalena  | 1 : 0 | Real San Andrés    | Sierra Nevada                  | 14 de noviembre | 15:30 | Win Sports+                          |
| Atlético Huila   | 2 : 1 | Tigres             | Guillermo Plazas Alcid         | 14 de noviembre | 15:30 | Win Sports                           |
| Deportes Quindío | 1 : 0 | Orsomarso          | Centenario de Armenia          | 14 de noviembre | 15:30 | Win Sports Online y www.winsports.co |
| Leones           | 1 : 2 | Boca Juniors       | Metropolitano Ciudad de Itagüí | 14 de noviembre | 15:30 | Sin transmisión                      |
| Cortuluá         | 1 : 0 | Real Cartagena     | Doce de Octubre                | 14 de noviembre | 15:30 | Sin transmisión                      |
| Valledupar F. C. | 2 : 1 | Barranquilla F. C. | Armando Maestre Pavajeau       | 14 de noviembre | 15:30 | Sin transmisión                      |
| Llaneros         | 1 : 1 | Fortaleza          | Bello Horizonte                | 14 de noviembre | 15:30 | Sin transmisión                      |
| Bogotá F. C.     | 4 : 2 | Atlético           | Metropolitano de Techo         | 14 de noviembre | 15:30 | Sin transmisión                      |

1. 1 2 3 4 5 6 7 8  La octava fecha del Torneo Apertura, programada inicialmente para disputarse entre el 15 y el 16 de marzo, fue aplazada debido a las medidas adoptadas por el Gobierno nacional para contener la pandemia de COVID-19 y posteriormente reprogramada entre el 17 y el 21 de septiembre.[10] Las fechas posteriores fueron también aplazadas y reprogramadas debido a la suspensión del torneo.
2. 1 2  Se invirtió la localía de los partidos Real San Andrés vs. Deportes Quindío y Real San Andrés vs. Boca Juniors por acuerdo entre clubes debido a las limitaciones existentes para el uso del estadio Erwin O'Neil.
3. ↑  El partido Bogotá F. C. vs. Unión Magdalena por la octava (8ª) fecha, inicialmente programado para disputarse el 17 de septiembre a las 20:05 horas, fue aplazado para el 19 de septiembre a las 11:00 horas debido a que las pruebas PCR realizadas arrojaron un positivo en uno de los clubes involucrados.

## Cuadrangulares semifinales
- La hora de cada encuentro corresponde al huso horario que rige a Colombia (UTC-5).

Al finalizar la primera fase del campeonato —también denominada «Todos contra todos»—, los ocho equipos con mayor puntaje disputarán la segunda fase, los cuadrangulares semifinales. Para los cuadrangulares los ocho equipos clasificados se dividieron en dos grupos previamente sorteados, de igual número de participantes, de manera que los equipos que ocuparon el 1.° y 2.° puesto en la fase de todos contra todos fueron ubicados en el Grupo A y Grupo B, respectivamente. Los otros seis clasificados fueron debidamente sorteados, y se emparejaron de la siguiente manera: 3.° y 4.°; 5.° y 6.°; 7.° y 8.°, un equipo de cada emparejamiento se situó en un grupo.
Tras tener cada grupo formado con sus cuatro equipos participantes, se llevarán a cabo enfrentamientos con el formato todos contra todos, a ida y vuelta, dando como resultado seis fechas en disputa. Los equipos ganadores de cada grupo al final de las seis fechas, obtendrán el cupo a la final. El sorteo para determinar los grupos se llevó a cabo el 16 de noviembre de 2020.
|  |                                         |
|  | Clasificados a la final del campeonato. |
|  | Eliminados.                             |

|  |                |
|  | Triunfo local. |
|  | Empate.        |
|  | Derrota local. |

#### Grupo A
| Pos. | Equipos          | PJ | PG | PE | PP | GF | GC | Dif. | Pts. |
| ---- | ---------------- | -- | -- | -- | -- | -- | -- | ---- | ---- |
| 1.   | Cortuluá         | 6  | 4  | 1  | 1  | 15 | 8  | 7    | 13   |
| 2.   | Valledupar F. C. | 6  | 2  | 3  | 1  | 3  | 6  | -3   | 9    |
| 3.   | Bogotá F. C.     | 6  | 2  | 1  | 3  | 9  | 10 | -1   | 7    |
| 4.   | Leones           | 6  | 0  | 3  | 3  | 5  | 8  | -3   | 3    |

| Local            | Visitante | Visitante | Visitante | Visitante |
| Local            | COR       | BOG       | VAL       | LEO       |
| ---------------- | --------- | --------- | --------- | --------- |
| Cortuluá         |           | 3:2       | 5:0       | 2:1       |
| Bogotá F. C.     | 3:2       |           | 1:2       | 2:2       |
| Valledupar F. C. | 0:0       | 1:0       |           | 0:0       |
| Leones           | 2:3       | 0:1       | 0:0       |           |

|  |  |

|  |  |  |

| Primera | Cortuluá         | 3 : 2 | Bogotá F. C.     | Doce de Octubre                | 21 de noviembre | 17:00 | Sin transmisión          |
| Primera | Leones           | 0 : 0 | Valledupar F. C. | Metropolitano Ciudad de Itagüí | 22 de noviembre | 14:00 | Win Sports+ y Win Sports |
| Segunda | Bogotá F. C.     | 2 : 2 | Leones           | Metropolitano de Techo         | 25 de noviembre | 14:00 | Sin transmisión          |
| Segunda | Valledupar F. C. | 0 : 0 | Cortuluá         | Armando Maestre Pavajeau       | 25 de noviembre | 16:00 | Win Sports+ y Win Sports |
| Tercera | Valledupar F. C. | 1 : 0 | Bogotá F. C.     | Armando Maestre Pavajeau       | 29 de noviembre | 15:00 | Sin transmisión          |
| Tercera | Leones           | 2 : 3 | Cortuluá         | Metropolitano Ciudad de Itagüí | 30 de noviembre | 18:00 | Win Sports+ y Win Sports |
| Cuarta  | Cortuluá         | 2 : 1 | Leones           | Doce de Octubre                | 6 de diciembre  | 17:00 | Sin transmisión          |
| Cuarta  | Bogotá F. C.     | 1 : 2 | Valledupar F. C. | Metropolitano de Techo         | 7 de diciembre  | 18:00 | Win Sports+ y Win Sports |
| Quinta  | Leones           | 0 : 1 | Bogotá F. C.     | Metropolitano Ciudad de Itagüí | 12 de diciembre | 15:00 | Sin transmisión          |
| Quinta  | Cortuluá         | 5 : 0 | Valledupar F. C. | Doce de Octubre                | 12 de diciembre | 15:30 | Win Sports+              |
| Sexta   | Valledupar F. C. | 0 : 0 | Leones           | Armando Maestre Pavajeau       | 18 de diciembre | 15:00 | Sin transmisión          |
| Sexta   | Bogotá F. C.     | 3 : 2 | Cortuluá         | Metropolitano de Techo         | 18 de diciembre | 19:40 | Win Sports+              |

#### Grupo B
| Pos. | Equipos          | PJ | PG | PE | PP | GF | GC | Dif. | Pts. |
| ---- | ---------------- | -- | -- | -- | -- | -- | -- | ---- | ---- |
| 1.   | Atlético Huila   | 6  | 4  | 1  | 1  | 7  | 4  | 3    | 13   |
| 2.   | Deportes Quindío | 6  | 3  | 2  | 1  | 6  | 3  | 3    | 11   |
| 3.   | Unión Magdalena  | 6  | 2  | 1  | 3  | 9  | 9  | 0    | 7    |
| 4.   | Llaneros         | 6  | 0  | 2  | 4  | 1  | 7  | -6   | 2    |

| Local            | Visitante | Visitante | Visitante | Visitante |
| Local            | MAG       | QUI       | LLA       | HUI       |
| ---------------- | --------- | --------- | --------- | --------- |
| Unión Magdalena  |           | 0:1       | 2:0       | 2:3       |
| Deportes Quindío | 2:2       |           | 2:0       | 1:0       |
| Llaneros         | 1:2       | 0:0       |           | 0:1       |
| Atlético Huila   | 2:1       | 1:0       | 0:0       |           |

|  |  |

|  |  |  |

| Primera | Llaneros         | 1 : 2 | Unión Magdalena  | Bello Horizonte        | 21 de noviembre | 15:15 | Win Sports+              |
| Primera | Deportes Quindío | 1 : 0 | Atlético Huila   | Centenario de Armenia  | 22 de noviembre | 16:00 | Win Sports+              |
| Segunda | Atlético Huila   | 0 : 0 | Llaneros         | Guillermo Plazas Alcid | 25 de noviembre | 18:00 | Win Sports+              |
| Segunda | Unión Magdalena  | 0 : 1 | Deportes Quindío | Sierra Nevada          | 25 de noviembre | 20:05 | Win Sports+              |
| Tercera | Llaneros         | 0 : 0 | Deportes Quindío | Bello Horizonte        | 29 de noviembre | 15:00 | Win Sports+              |
| Tercera | Unión Magdalena  | 2 : 3 | Atlético Huila   | Sierra Nevada          | 30 de noviembre | 20:00 | Win Sports+              |
| Cuarta  | Deportes Quindío | 2 : 0 | Llaneros         | Centenario de Armenia  | 6 de diciembre  | 15:30 | Win Sports+              |
| Cuarta  | Atlético Huila   | 2 : 1 | Unión Magdalena  | Guillermo Plazas Alcid | 7 de diciembre  | 20:00 | Win Sports+              |
| Quinta  | Llaneros         | 0 : 1 | Atlético Huila   | Bello Horizonte        | 13 de diciembre | 15:00 | Win Sports+ y Win Sports |
| Quinta  | Deportes Quindío | 2 : 2 | Unión Magdalena  | Centenario de Armenia  | 14 de diciembre | 20:00 | Win Sports+              |
| Sexta   | Unión Magdalena  | 2 : 0 | Llaneros         | Sierra Nevada          | 19 de diciembre | 18:00 | Win Sports+ y Win Sports |
| Sexta   | Atlético Huila   | 1 : 0 | Deportes Quindío | Guillermo Plazas Alcid | 19 de diciembre | 20:00 | Win Sports+              |

## Final
- La hora de cada encuentro corresponde al huso horario que rige a Colombia (UTC-5)

| 23 de diciembre de 2020, 20:00 | Atlético Huila | 1:0 (0:0) | Cortuluá | Estadio Guillermo Plazas Alcid, Neiva                 |                                                       |
|                                | B. Moreno 59'  |           |          | Asistencia: 0 espectadores Árbitro(s): Yahir Cárdenas | Asistencia: 0 espectadores Árbitro(s): Yahir Cárdenas |

| 26 de diciembre de 2020, 15:30 | Cortuluá  | 1:3 (0:2) | Atlético Huila                              | Estadio Doce de Octubre, Tuluá                       |                                                      |
|                                | Amaya 51' |           | C. Moreno 30' · Asprilla 38' · Otálvaro 87' | Asistencia: 0 espectadores Árbitro(s): Héctor Rivera | Asistencia: 0 espectadores Árbitro(s): Héctor Rivera |

## Estadísticas

### Goleadores
| Jugador                                        | Equipos          | Goles | PJ | Media |
| ---------------------------------------------- | ---------------- | ----- | -- | ----- |
| Diber Cambindo                                 | Deportes Quindío | 12    | 17 | 0.71  |
| Ruyeri Blanco                                  | Unión Magdalena  | 11    | 19 | 0.58  |
| Eder Munive                                    | Leones           | 11    | 21 | 0.52  |
| Sebastián Acosta                               | Fortaleza CEIF   | 9     | 13 | 0.69  |
| Omar Vásquez                                   | Llaneros         | 9     | 14 | 0.64  |
| César Caicedo                                  | Bogotá F. C.     | 8     | 19 | 0.42  |
| Arlex Hurtado                                  | Bogotá F. C.     | 7     | 18 | 0.39  |
| Luis Mina                                      | Boca Juniors     | 6     | 17 | 0.35  |
| Harold Rivera                                  | Atlético Huila   | 6     | 20 | 0.3   |
| Luis Narváez                                   | Unión Magdalena  | 6     | 21 | 0.29  |
| Última actualización: 18 de diciembre de 2020. |                  |       |    |       |

Fuente: Soccerway

## Tabla de reclasificación
| Pos. | Equipos              | PJ | PG | PE | PP | GF | GC | Dif. | Pts. |
| ---- | -------------------- | -- | -- | -- | -- | -- | -- | ---- | ---- |
| 1.   | Atlético Huila       | 25 | 14 | 5  | 6  | 31 | 24 | 7    | 47   |
| 2.   | Cortuluá             | 25 | 14 | 4  | 7  | 43 | 26 | 17   | 46   |
| 3.   | Deportes Quindío     | 23 | 11 | 8  | 4  | 34 | 16 | 18   | 41   |
| 4.   | Unión Magdalena      | 23 | 11 | 6  | 6  | 37 | 26 | 11   | 39   |
| 5.   | Valledupar F. C.     | 23 | 10 | 9  | 4  | 19 | 19 | 0    | 39   |
| 6.   | Bogotá F. C.         | 23 | 11 | 4  | 8  | 35 | 30 | 5    | 37   |
| 7.   | Itagüí Leones        | 23 | 7  | 9  | 7  | 31 | 24 | 7    | 30   |
| 8.   | Llaneros             | 23 | 7  | 9  | 7  | 23 | 22 | 1    | 30   |
| 9.   | Fortaleza CEIF       | 17 | 6  | 6  | 5  | 23 | 21 | 2    | 24   |
| 10.  | Real San Andrés      | 17 | 6  | 2  | 8  | 19 | 24 | -5   | 20   |
| 11.  | Orsomarso            | 17 | 4  | 8  | 5  | 17 | 22 | -5   | 20   |
| 12.  | Boca Juniors de Cali | 17 | 5  | 4  | 8  | 15 | 21 | -6   | 19   |
| 13.  | Atlético F. C.       | 17 | 3  | 4  | 10 | 12 | 27 | -15  | 13   |
| 14.  | Tigres               | 17 | 2  | 6  | 10 | 12 | 20 | -8   | 12   |
| 15.  | Real Cartagena       | 17 | 3  | 3  | 11 | 8  | 22 | -14  | 12   |
| 16.  | Barranquilla F. C.   | 17 | 2  | 5  | 10 | 9  | 24 | -15  | 11   |

Fuente: Web oficial de Dimayor
|  |                                             |
|  | Ganador y clasificado a la Gran Final 2021. |